# Triteismo
Per triteismo genericamente si intende la fede politeistica in tre divinità.
Questo termine è stato utilizzato nel Medioevo ed in ambito cattolico come accusa per designare le dottrine di chi, secondo l'inquisitore, non riconosceva l'unità delle tre persone componenti la Trinità, ponendo in rilievo la diversità delle stesse. Questa dottrina costituiva eresia.
Fu l'accusa mossa a Roscellino, il quale immaginava Dio non tanto misteriosamente "uno e trino" ma lo visualizzava (quasi a livello figurativo) come composto da "tre angeli".
Nell'oriente greco-ortodosso sostennero il triteismo Giovanni Filopono e Stefano Gobaro nel VI secolo. In epoca più recente anche Anton Günther, filosofo austriaco, venne accusato di eresia triteistica.
Un concetto simile si può riscontare nella concezione di divinità presentata dalla Chiesa di Gesù Cristo dei santi degli ultimi giorni.